# Franc Žerdin
Franc Žerdin, slovenski rudarski inženir, * 29. maj 1949, Žižki.

## Življenje in delo
Po diplomi na ljubljanski FNT (1976) je prav tam tudi doktoriral (1993). Leta 1975 se je zaposlil v Premogovniku Velenje, v katerem je bil med drugim vodja rudarske reševalne službe (vključno za Slovenijo in Hrvaško) in (1988-1992) in direktor (1992-2002). Leta 1989 je bil izvoljen za docenta na ljubljanski FNT, oziroma kasnejši NTF kjer je predaval predmete tehničnega rudarstva. Žerdin je zaslužen, da je velenjski premogovnik med prvimi v Evropi prejel certifikata Mednarodne organizacije za standardizacijo ISO 9001 in  ISO 14001.